# Sơ đồ mạng PDM

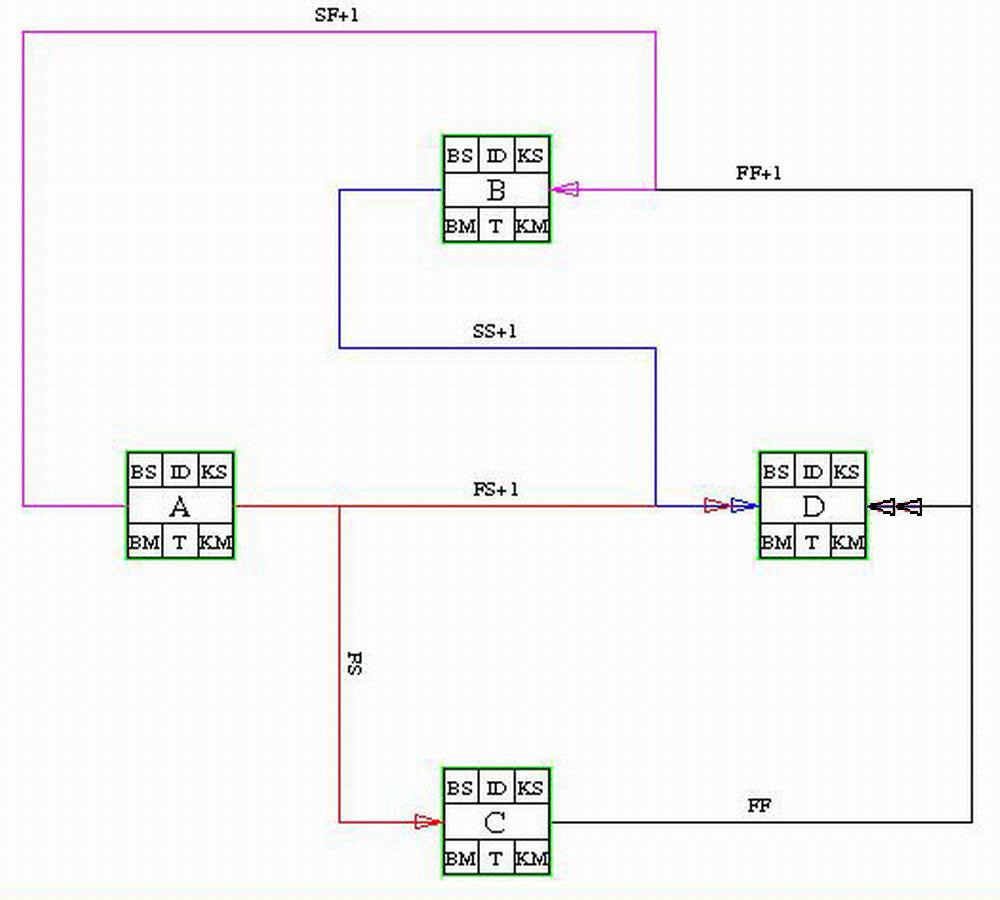
Sơ đồ mạng PDM, với các công tác A, B, C, D có: các sự kiện BS, KS, BM, KM; thời gian T, các quan hệ với độ trễ: SS, SF, FS, FF.

Phương pháp Sơ đồ mạng theo quan hệ PDM (tiếng Anh: Precedence Diagram Method), hay Sơ đồ mạng PDM, Sơ đồ mạng nút PDM hoặc Phương pháp Sơ đồ mạng quan hệ thứ tự, Phương pháp Sơ đồ mạng quan hệ, sơ đồ mạng song lặp, là một công cụ để lập phần kế hoạch tiến độ của bản kế hoạch dự án. Nó là một phương pháp xây dựng bản tiến độ dự án sơ đồ mạng theo phương pháp Đường găng (CPM), mà các phần tử chính là các hộp thông tin công việc, được gọi là các nút công việc, để đại diện cho các công việc (hay công tác) và kết nối chúng với nhau bằng những mũi tên để thể hiện sự phụ thuộc giữa các công việc liền trước hay kế tiếp với nhau.

## Thành phần cấu tạo của một sơ đồ mạng PDM

### Cấu trúc cơ bản nhất của một nút công việc
Một hộp thông tin công việc hay một nút công việc trong sơ đồ mạng PDM, tối thiểu phải bao gồm các thông số công việc sau:
- chỉ số định danh công việc, chỉ số ID, cũng chính là thứ tự khai báo các công việc theo một danh mục phân chia công việc có tính logic của việc thực hiện chúng (danh mục đó được gọi là Cơ cấu phân chia công việc (WBS)).
- Thời gian công việc (duration), hay thời lượng, ký hiệu là T, là thời gian cần thiết để thực hiện mỗi công việc (hay công tác).
- Thời điểm khởi sớm (còn gọi là ngày khởi công sớm, hay ngày bắt đầu sớm, (vì đơn vị phổ thông của lịch tiến độ là ngày)), ký hiệu là BS, là thời điểm sớm nhất có thể để bắt đầu (khởi công) một công tác (hay công việc).
- Thời điểm khởi muộn (còn gọi là ngày khởi muộn), ký hiệu là BM, là thời điểm muộn nhất (hay trễ nhất) có thể để bắt đầu một công việc (hay công tác).
- Thời điểm kết sớm hay thời điểm hoàn thành sớm (còn gọi là ngày kết sớm), ký hiệu là KS, là thời điểm hoàn thành (tức là kết thúc việc thực hiện) sớm nhất có thể của một công việc (hay công tác). KS = BS + T.
- Thời điểm kết muộn hay thời điểm hoàn thành muộn (còn gọi là ngày kết muộn), ký hiệu là KM, là thời điểm hoàn thành muộn nhất (hay trễ nhất) có thể của một công việc (hay công tác). KM = BM + T.

Các thông số sự kiện: Thời điểm khởi sớm BS và Thời điểm kết sớm KS, có sự liên hệ chặt chẽ với nhau qua thời gian công việc T, nên được xếp chung là Hạn sớm của công việc. Các thông số sự kiện: Thời điểm khởi muộn BM và Thời điểm kết muộn KM, có sự liên hệ chặt chẽ với nhau qua thời gian công việc T, nên được xếp chung là Hạn muộn của công việc.

### Các kiểu liên hệ phụ thuộc giữa các công việc liền trước (hay kế sau) với nhau
Có tất cả bốn kiểu mối quan hệ giữa các công việc trong sơ đồ mạng PDM, đó cũng chính là 4 dạng mũi tên liên hệ giữa các công việc:

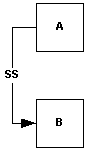
quan hệ SS

- Liên hệ SS (hay quan hệ SS), (Start to Start), bắt đầu tới bắt đầu, là mối liên hệ mà thời điểm khởi sớm của công việc liền trước liên quan (quyết định) tới thời điểm khởi sớm của công việc kề sau, và thời điểm khởi muộn của công việc kề sau liên quan tới thời điểm khởi muộn của công việc liền trước, với một độ trễ thời gian nhất định. Tóm lại, theo kiểu liên hệ này thì việc bắt đầu của công việc liền trước liên quan trực tiếp với việc bắt đầu của công việc liền sau. Đây là mối liên hệ mang tính chất tổ chức thực hiện song song (toàn bộ hay một phần (tức tổ chức thực hiện (hay tổ chức thi công) theo phương pháp dây chuyền)) giữa hai công việc liền trước và liền sau. Đây là một trong hai kiểu liên hệ song song phổ biến.

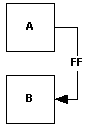
quan hệ FF

- Liên hệ FF (hay quan hệ FF), (Finish to Finish), kết thúc tới kết thúc, là mối liên hệ mà thời điểm kết sớm của công việc liền trước liên quan (quyết định) tới thời điểm kết sớm của công việc kề sau, và thời điểm kết muộn của công việc kề sau liên quan tới thời điểm kết muộn của công việc liền trước, với một độ trễ thời gian nhất định. Tóm lại, theo kiểu liên hệ này thì việc kết thúc của công việc liền trước liên quan trực tiếp với việc kết thúc của công việc liền sau. Đây là mối liên hệ mang tính chất tổ chức thực hiện song song (hay tổ chức thi công song song, một cách toàn bộ hay một phần (tức tổ chức thực hiện theo phương pháp dây chuyền)) giữa hai công việc liền trước và liền sau. Đây là một trong hai kiểu liên hệ song song phổ biến.

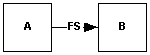
quan hệ FS

- Liên hệ FS (hay quan hệ FS), (Finish to Start), kết thúc tới bắt đầu, là mối liên hệ mà thời điểm kết sớm của công việc liền trước liên quan (quyết định) tới thời điểm khởi sớm của công việc kề sau, và thời điểm khởi muộn của công việc kề sau liên quan tới thời điểm kết muộn của công việc liền trước, với một độ trễ thời gian nhất định. Tóm lại, theo kiểu liên hệ này thì việc kết thúc của công việc liền trước liên quan trực tiếp với việc bắt đầu của công việc liền sau. Đây là mối liên hệ mang tính chất tổ chức thực hiện tuần tự giữa hai công việc liền trước và liền sau. Mối liên hệ này cũng là phổ biến nhất trong thực tế thực hiện dự án, và đây cũng là kiểu quan hệ giữa các công việc được đặt mặc định sẵn trong phần mềm Microsoft Project.

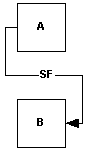
quan hệ SF

- Liên hệ SF (hay quan hệ SF), (Start to Finish), bắt đầu tới kết thúc, là mối liên hệ mà thời điểm khởi sớm của công việc liền trước liên quan (quyết định) tới thời điểm kết sớm của công việc kề sau, và thời điểm kết muộn của công việc kề sau liên quan tới thời điểm khởi muộn của công việc liền trước, với một độ trễ thời gian nhất định. Tóm lại, theo kiểu liên hệ này thì việc bắt đầu của công việc liền trước liên quan trực tiếp với việc kết thúc của công việc liền sau. Mối liên hệ này là hiếm gặp nhất trong thực tế thực hiện dự án (vì dự án thông thường chỉ được tổ chức thực hiện công việc theo phương pháp tổ chức gói công việc, chủ yếu là chỉ có kiểu mối quan hệ theo công nghệ mà không có kiểu mối quan hệ theo chuyên môn). Tuy nhiên, trong phương pháp tổ chức theo dây chuyền, mối liên hệ này là điều kiện rất tốt để thể hiện kiểu quan hệ liên tục theo chiều chuyên môn trong một dây chuyền đơn (tức công việc chuyên môn) có điểm ghép sát tới hạn với dây chuyền đơn phía trước, mà ở giữa hay cuối dây chuyền đơn đó. Các công tác của tổ chuyên môn trên các phân đoạn phía trước điểm ghép sát tới hạn sẽ chỉ nối liền với nhau thành dây chuyền khi mà chúng được khai báo bằng mối quan hệ SF+0 với công tác liền sau trên dây chuyền.

Độ trễ (lag), là khoảng thời gian gián đoạn giữa các mốc bắt đầu hay kết thúc của hai công việc có liên quan với nhau. So sánh với phương pháp sơ đồ xiên thể hiện tiến độ, độ trễ quyết định các khoảng ghép sát của các công việc trước sau, tại các thời điểm bắt đầu và kết thúc của các công việc liền kề nhau. Độ trễ có thể có giá trị > 0, = 0, hay < 0 (trường hợp độ trễ < 0 được gọi là độ vượt sớm). 

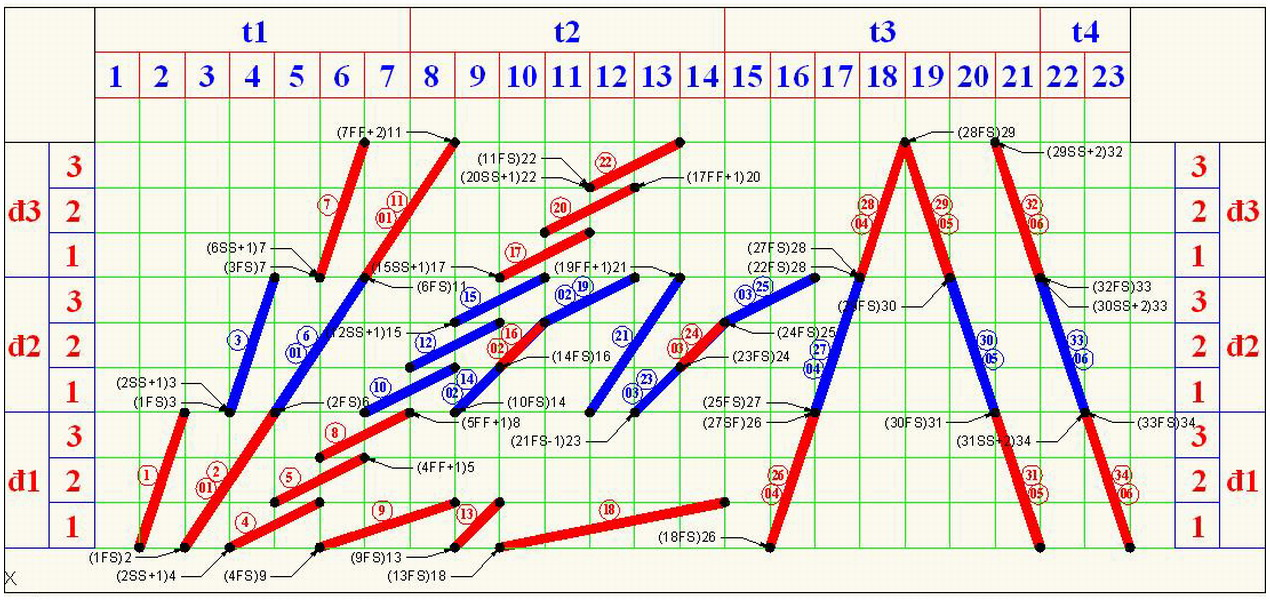
Chuyển đổi giữa hai dạng sơ đồ với nhau: sơ đồ xiên và sơ đồ mạng PDM.

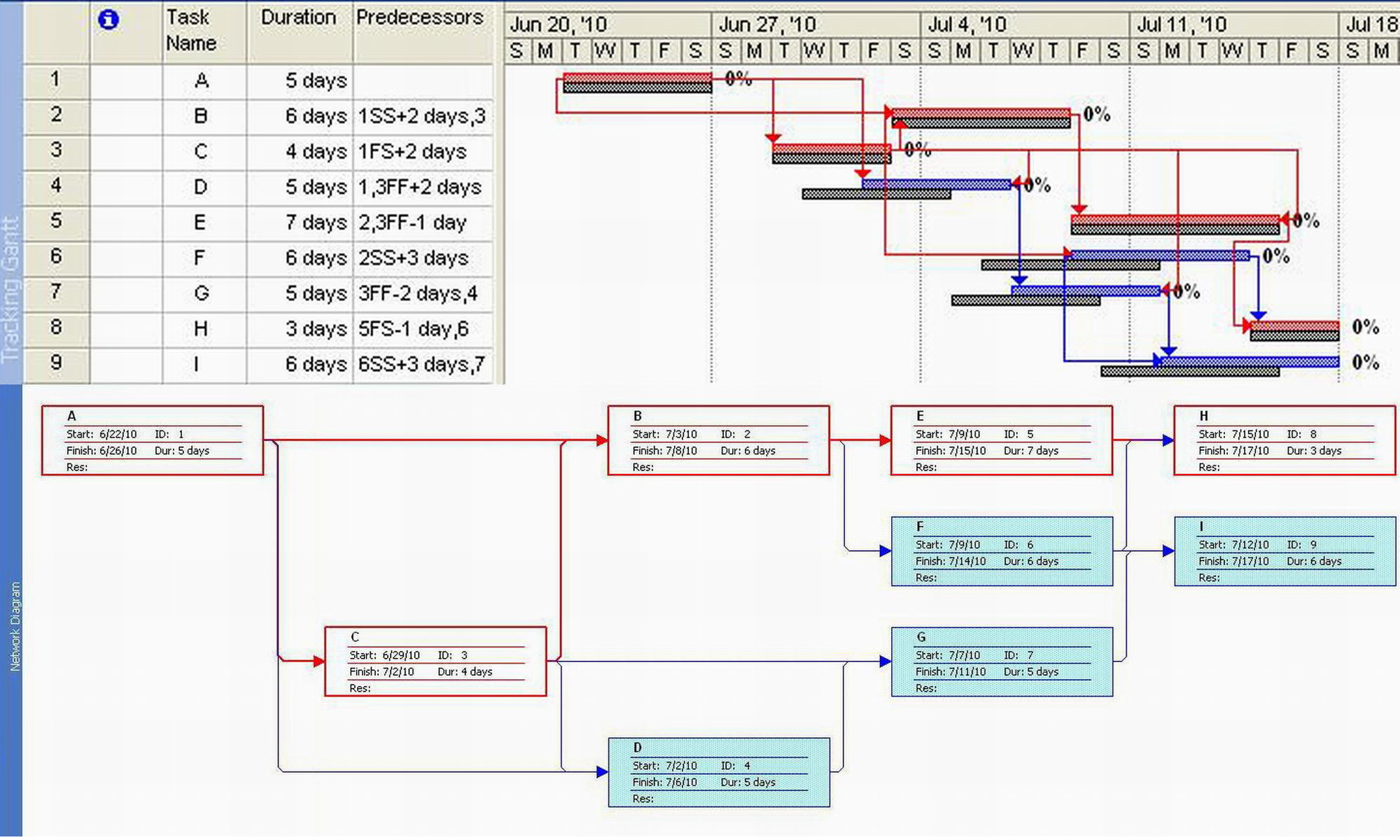
Chuyển đổi giữa sơ đồ mạng PDM và sơ đồ ngang Gantt (Gantt chart) trong phần mềm Microsoft project 2003. Đường tiến độ ban đầu (base line), (nằm bên dưới) trong dạng sơ đồ ngang Gantt, thể hiện mọi công việc có kiểu ràng buộc "Sớm nhất có thể", và đường tiến độ điều chỉnh (tracking), (nằm bên trên) trong sơ đồ ngang, thể hiện mọi công việc theo kiểu "Muộn nhất có thể". Độ vênh giữa hai đường Base line và đường tracking của các công việc (công tác) không găng chính là dự trữ toàn phần của các công việc đó.

## Các kiểu ràng buộc công việc trên trục thời gian
Ngoài quan hệ giữa các công việc với nhau, trong sơ đồ mạng PDM, cũng như sơ đồ mạng ADM, công việc còn cần phải được khai báo định vị trên trục thời gian bằng các mốc sự kiện của chúng. Trong sơ đồ mạng PDM, có 8 kiểu ràng buộc đối với công việc (tức là các mối gắn kết định vị công việc) trên trục thời gian (working time). Trong đó 2 kiểu gắn tự do và 6 kiểu gắn công việc với một mốc thời gian (công việc mốc) nào đó, đó là:
- Kiểu Sớm nhất có thể (As soon as possible), công việc được định vị trên trục thời gian theo thời điểm khởi sớm, tức là theo hạn sớm, hay có nghĩa là công việc được bắt đầu ngay vào thời điểm sớm nhất có thể mà không có ràng buộc gì nữa. Đây là kiểu tự nhiên nhất, phổ biến nhất, và là kiểu ràng buộc được mặc định ngay từ ban đầu trong sơ đồ mạng PDM cũng như phần mềm Microsoft Project. "Móc treo" của công việc là thời điểm khởi sớm, được "thả trôi nổi" trên trục thời gian tùy theo quá trình tính toán sơ đồ mạng PDM đó.
- Kiểu Muộn nhất có thể (As late as possible), công việc được định vị trên trục thời gian theo thời điểm khởi muộn, tức là theo hạn muộn, hay có nghĩa là công việc phải bị trì hoãn thời điểm bắt đầu càng lâu càng tốt. "Móc treo" của công việc là thời điểm khởi muộn, được "thả trôi nổi" trên trục thời gian tùy theo quá trình tính toán sơ đồ mạng PDM đó. Đây là kiểu phổ biến thứ 2 trong sơ đồ mạng PDM sau kiểu ràng buộc thứ nhất bên trên. Hai kiểu này chiếm toàn bộ các ràng buộc công việc trong sơ đồ mạng PDM thông thường, khi không đặt ra một mốc "neo" công việc trên trục thời gian nào.
- Kiểu Kết thúc không sớm hơn (Finish no earlier than), công việc được định vị trên trục thời gian theo thời điểm kết sớm vào một mốc thời gian (công việc mốc).
- Kiểu Kết thúc không muộn hơn (Finish no later than), công việc được định vị trên trục thời gian theo thời điểm kết muộn vào một mốc thời gian (công việc mốc).
- Kiểu Bắt đầu không sớm hơn (Start no earlier than), công việc được định vị trên trục thời gian theo thời điểm khởi sớm vào một mốc thời gian (công việc mốc).
- Kiểu Bắt đầu không muộn hơn (Start no later than), công việc được định vị trên trục thời gian theo thời điểm khởi muộn vào một mốc thời gian (công việc mốc).
- Kiểu Kết thúc đúng vào (Must Finish on), công việc được định vị trên trục thời gian theo thời điểm kết sớm và thời điểm kết muộn đúng vào một mốc thời gian (công việc mốc).
- Kiểu Bắt đầu đúng vào (Must Start on), công việc được định vị trên trục thời gian theo thời điểm khởi sớm và thời điểm khởi muộn đúng vào một mốc thời gian (công việc mốc).

Với 6 kiểu ràng buộc cố định công việc vào một mốc thời gian, có thể dẫn đến trường hợp ràng buộc (cái mang tính chủ quan) gây ra mâu thuẫn với các mối quan hệ trong sơ đồ mạng PDM (cái mang tính khách quan), trường hợp này có thể gọi là "duy ý chí".

## Thời điểm bắt đầu và kết thúc của dự án

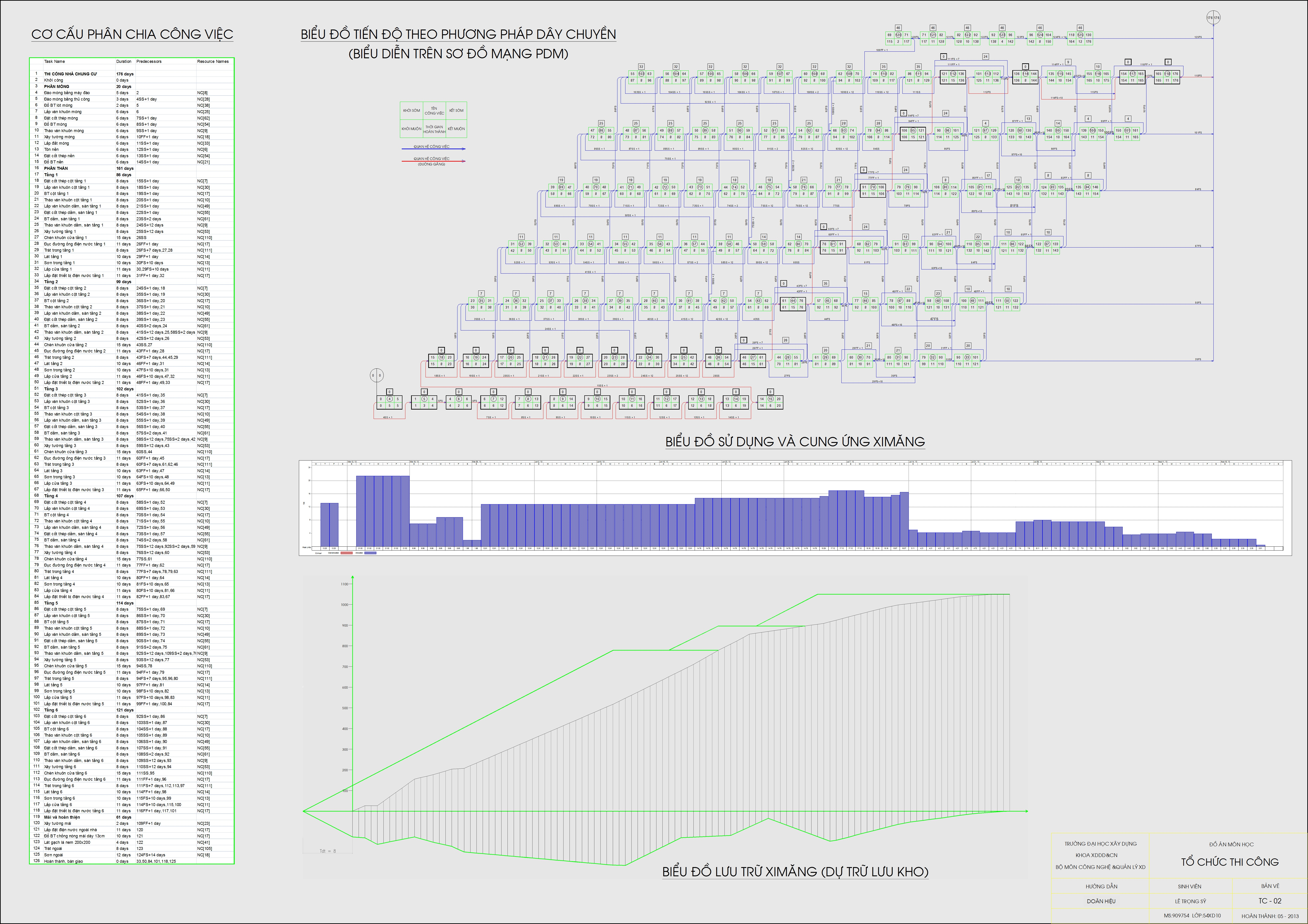
Một ví dụ về tiến độ xây dựng công trình biểu diễn dưới dạng sơ đồ mạng PDM được lập cho một dự án xây dựng là đồ án môn học Tổ chức thi công của sinh viên.

## Lý thuyết tính toán sơ đồ mạng PDM

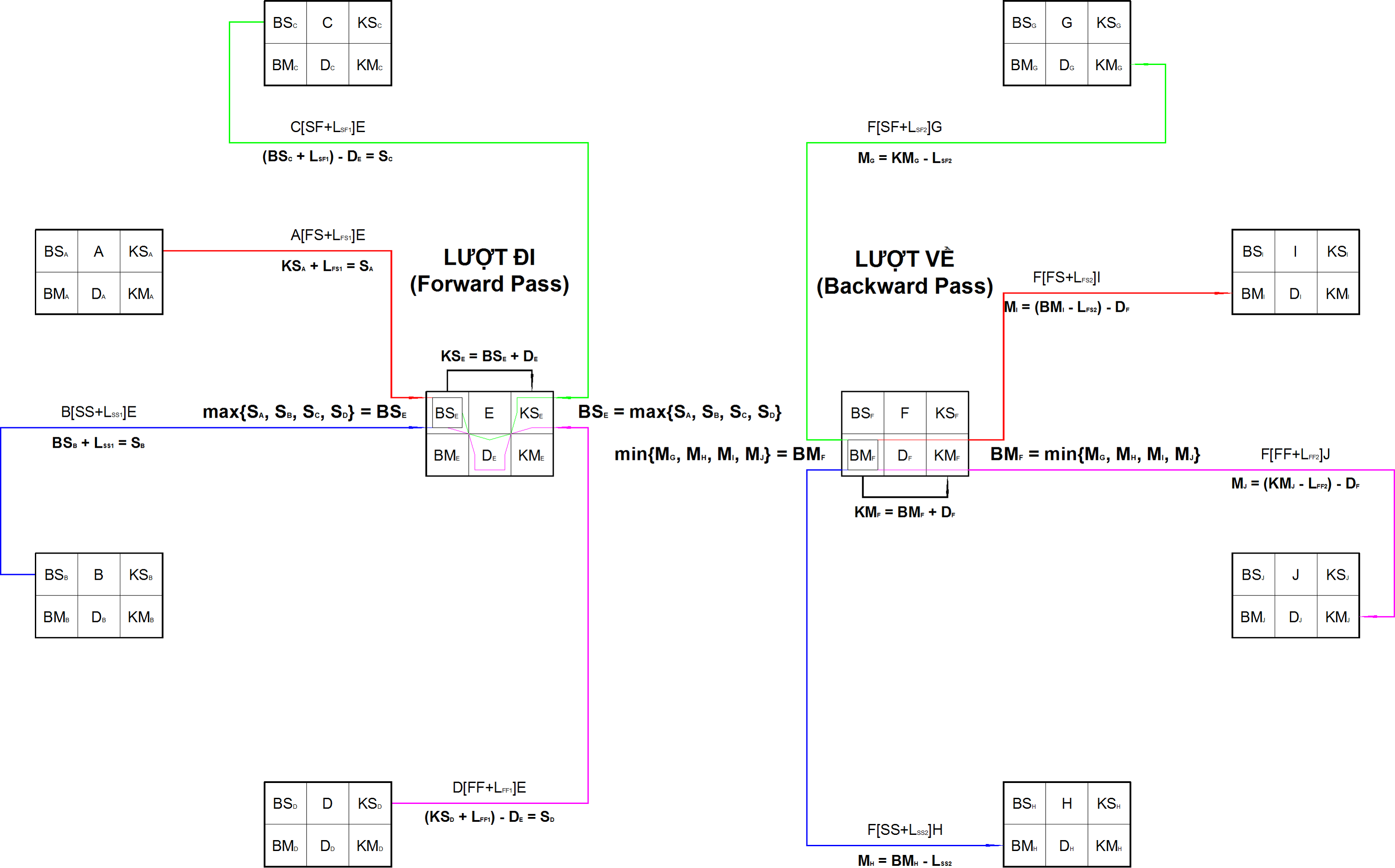
Cách tính sơ đồ mạng nút quan hệ PDM.

Sơ đồ mạng quan hệ PDM là một loại sơ đồ mạng đường găng. Nên cũng gống như sơ đồ mạng theo phương pháp Đường găng khác là sơ đồ mạng ADM, để tính được hết các thông số sự kiện của công việc, sơ đồ mạng PDM cũng được tính toán với hai lượt: lượt đi (tính toán các thời hạn sớm (hạn sớm)) và lượt về (tính toán các thời hạn muộn (hạn muộn)).
Tính lượt đi với hạn sớm:
- Mỗi loại công việc liền trước g quan hệ với công việc i liền sau theo quan hệ FS. Với CgiFS là độ trễ giữa hai công việc g và i.
- Mỗi loại công việc liền trước h quan hệ với công việc i liền sau theo quan hệ SS. Với ChiSS là độ trễ giữa hai công việc h và i.
- Mỗi loại công việc liền trước k quan hệ với công việc i liền sau theo quan hệ FF. Với CkiFF là độ trễ giữa hai công việc k và i.
- Mỗi loại công việc liền trước j quan hệ với công việc i liền sau theo quan hệ SF. Với CjiSF là độ trễ giữa hai công việc j và i.

BSi = max{(BSg + Tg + CgiFS), (BSh + ChiSS), (BSk + Tk + CkiFF – Ti), (BSj + CjiSF - Ti)} = max{(KSg + CgiFS), (BSh + ChiSS), (KSk + CkiFF – Ti), (BSj + CjiSF - Ti)}
KSi = BSi + Ti = max{(KSg + CgiFS + Ti), (BSh + ChiSS + Ti), (KSk + CkiFF), (BSj + CjiSF)}
Với mọi loại công việc g, h, k, j liền trước công việc i. (Các mũi tên quan hệ giữa công việc i với mọi công việc g, h, k, j là tất cả, đều hướng về công việc i.)
Tính lượt về với hạn muộn:
- Mỗi loại công việc liền sau p quan hệ với công việc i liền trước theo quan hệ FS. Với CipFS là độ trễ giữa hai công việc i và p.
- Mỗi loại công việc liền sau q quan hệ với công việc i liền trước theo quan hệ SS. Với CiqSS là độ trễ giữa hai công việc i và q.
- Mỗi loại công việc liền sau m quan hệ với công việc i liền trước theo quan hệ FF. Với CimFF là độ trễ giữa hai công việc i và m.
- Mỗi loại công việc liền sau n quan hệ với công việc i liền trước theo quan hệ SF. Với CinSF là độ trễ giữa hai công việc i và n.

BMi = min{(BMp – CipFS – Ti), (BMq – CiqSS), (BMm + Tm – CimFF – Ti), (BMn + Tn - CinSF)} = min{(BMp - CipFS – Ti), (BMq - CiqSS), (KMm – CimFF – Ti), (KMn - CinSF)}
KMi = BMi + Ti = min{(BMp - CipFS), (BMq - CiqSS + Ti), (KMm – CimFF), (KMn - CinSF + Ti)}
Với mọi loại công việc p, q, m, n liền sau công việc i. (Các mũi tên quan hệ giữa công việc i với mọi công việc p, q, m, n là tất cả, đều hướng ra khỏi công việc i.)

## Đường găng trong sơ đồ mạng PDM

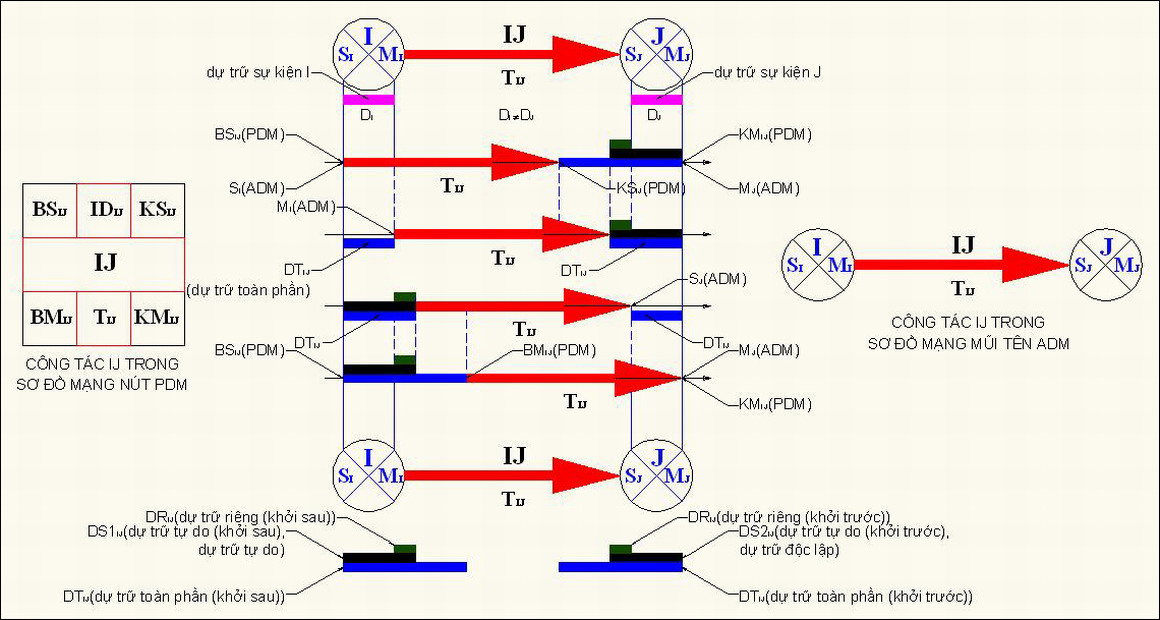
Dự trữ công việc trong sơ đồ mạng PDM và sơ đồ mạng ADM.

Đường găng (critical path) là đường xuyên mạng đi từ thời điểm khởi công dự án tới thời điểm kết thúc dự án có tức là tổng thời lượng thực hiện của các công việc (duration) thuộc đường này là lớn nhất, qua các công việc (công tác (task)) có dự trữ toàn phần bằng 0 gọi là các công việc găng (critical task).
Dự trữ thời gian công việc (float), hay còn gọi là dự trữ toàn phần (total float), là khoảng thời gian dư thừa (nếu có), ngoài thời lượng thực hiện công việc (Duration), nằm giữa thời điểm bắt đầu sớm nhất có thể và thời điểm kết thúc muộn nhất có thể của mỗi công việc (công tác), mà cho phép công việc có thể trì hoãn thời điểm bắt đầu hay kéo dài thời lượng thực hiện công việc mà không làm thay đổi hai thời hạn trên của công việc, và do đó không ảnh hưởng đến thời điểm kết thúc của toàn dự án. Dự trữ chính là khoảng thời gian để công việc có thể "trôi nổi" bên trong hai mốc giới hạn thời gian là: Thời điểm khởi sớm nhất có thể và thời điểm kết muộn nhất có thể của công việc. Giữa hai thời điểm bắt đầu sớm nhất có thể và thời điểm kết thúc muộn nhất có thể của mỗi công việc (công tác) găng chỉ, thì thời lượng công tác đã chiếm hết và không còn lượng dự trữ nào nữa.
Dự trữ toàn phần trong sơ đồ mạng PDM được tính bằng: DTij = KMij - KSij = BMij - BSij.

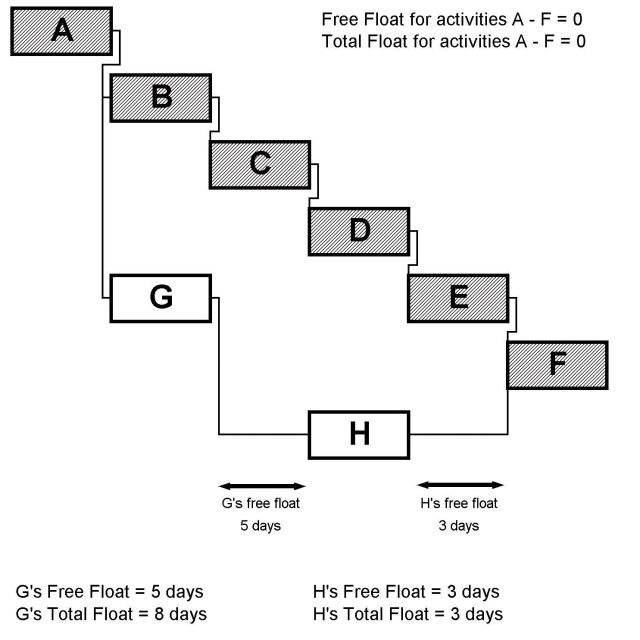
Dự trữ tự do trong sơ đồ mạng PDM, khi sơ đồ mạng PDM chỉ có một kiểu quan hệ FS.

Trong sơ đồ mạng PDM, các công việc không chỉ quan hệ với nhau theo mỗi một mối quan hệ FS, mà còn có các mối quan hệ khác. Do đó sơ đồ mạng PDM hầu như không xác định được các dự trữ thời gian thành phần của công việc: dự trữ tự do, dự trữ độc lập, dự trữ riêng. Mà phần lớn chỉ xác định được các dự trữ toàn phần như trên. Trường hợp đặc biệt, nếu toàn bộ sơ đồ mạng PDM chỉ có duy nhất một loại quan hệ FS, thì các dự trữ thành phần trên của mọi công việc sẽ hoàn toàn xác định được, tương tự như trong sơ đồ mạng ADM.